# Summer Glau
Summer Lyn Glau (San Antonio, Texas; 24 de julio de 1981) es una actriz y bailarina estadounidense. Es más conocida por su papel de River Tam en la serie de televisión Firefly y su posterior adaptación al cine Serenity. En 2008 participó en la serie Terminator: The Sarah Connor Chronicles, interpretando el personaje de Cameron Phillips.

## Biografía
Summer Glau es la mayor de tres hermanas, hija de un contratista y una profesora. Tomó clases de baile desde joven —hecho que hizo que fuese su madre quien la escolarizase durante un período de su infancia—, convirtiéndose en bailarina profesional desde los doce años.
Debido a una lesión tuvo que abandonar el mundo del baile, cosa que la ayudó a encaminarse hacia otra dirección: ser actriz. En 2002 se mudó a Los Ángeles, donde consiguió su primer papel para un episodio de Ángel. Joss Whedon, creador de la serie, se fijó en ella para que interpretase a un nuevo personaje en su siguiente proyecto, Firefly, donde encarnó a River Tam, una misteriosa joven víctima de experimentos del gobierno.
En la serie Terminator: The Sarah Connor Chronicles, de 2008, interpretó a una misteriosa Terminator que viaja en el tiempo a 1999 para proteger a John Connor.
También participó en el episodio 17 de la segunda temporada de la serie The Big Bang Theory, interpretándose a sí misma, y también actuó en el episodio 16 de la tercera temporada de la serie Hawaii Five-0, interpretando a Maggie.

## Vida personal
Summer Glau se encuentra vinculada como miembro activo de organizaciones benéficas tales como el B.C Women's Hospital & Health Centre (Hospital B.C. de Mujeres y Centro de Salud), donde autografió varios osos de peluche a la venta en eBay para recaudar fondos para el hospital. 
Glau es un amante de los animales, y ha mostrado su apoyo a la Sociedad para la Prevención de la Crueldad contra los Animales de Los Ángeles, donde pintó a mano un recipiente decorativo para mascotas que más tarde fue vendido en eBay para recaudar fondos. 
Se hizo vegetariana en 1995, pero afirmó que comía carne durante el rodaje de Serenity, en el 2005, debido a la cantidad de entrenamiento físico necesario. 
Glau se ha entrenado en múltiples formas de artes marciales, incluyendo kung fu y kickboxing.
Glau está casada con el actor Val Morrison. En enero de 2015 la pareja tuvo a su primera hija, Milena Jo. En octubre de 2017 nació su segunda hija, Sunny Isabou.

## Filmografía

### Film
| Año  | Título                                            | Rol                         | Notas                          |
| ---- | ------------------------------------------------- | --------------------------- | ------------------------------ |
| 2004 | Sleepover                                         | Chica de los tickets        |                                |
| 2005 | Serenity                                          | River Tam                   |                                |
| 2006 | Mammoth                                           | Jack Abernathy              | Film para TV (Syfy)            |
| 2006 | The Initiation of Sarah                           | Lindsey Goodwin             | Film para TV (ABC Family)      |
| 2010 | Superman/Batman: Apocalypse                       | Kara Zor-El / Supergirl     | Voz, directo a video           |
| 2010 | Deadly Honeymoon                                  | Lindsey Ross Forrest        | Film para TV (Lifetime Movies) |
| 2011 | The Legend of Hell's Gate: An American Conspiracy | Maggie Moon                 |                                |
| 2012 | Help for the Holidays                             | Christine Prancer           | Film para TV (Hallmark)        |
| 2013 | Inside the Box                                    | Sophie                      | Corto                          |
| 2013 | Knights of Badassdom                              | Gwen                        |                                |
| 2015 | Dead End                                          | Esposa de Franck & Fugitiva | Corto                          |

### Televisión
| Año       | Título                                  | Rol                       | Notas                                                         |
| --------- | --------------------------------------- | ------------------------- | ------------------------------------------------------------- |
| 2002      | Angel                                   | Prima Ballerina           | Episodio: "Waiting in the Wings"                              |
| 2002–2003 | Firefly                                 | River Tam                 | 14 episodios                                                  |
| 2003      | Cold Case                               | Paige Pratt               | Episodio: "Love Conquers Al"                                  |
| 2004      | CSI: Crime Scene Investigation          | Mandy Cooper              | Episodio: "What's Eating Gilbert Grissom?"                    |
| 2005–2007 | The 4400                                | Tess Doerner              | 8 episodios                                                   |
| 2006–2007 | The Unit                                | Crystal Burns             | 7 episodios                                                   |
| 2008–2009 | Terminator: The Sarah Connor Chronicles | Cameron / Allison Young   | 31 episodios (como Cameron), 2 episodios (como Allison Young) |
| 2009      | The Big Bang Theory                     | Ella misma                | Episodio: "The Terminator Decoupling"                         |
| 2009–2010 | Dollhouse                               | Bennett Halverson         | 4 episodios                                                   |
| 2010      | Chuck                                   | Greta                     | Episodio: "Chuck Versus the Fear of Death"                    |
| 2010      | Good Morning Rabbit                     | Lucy                      | 1 episodio                                                    |
| 2011      | The Cape                                | Jamie Fleming / Orwell    | 10 episodios                                                  |
| 2011–2012 | Alphas                                  | Skylar Adams              | 4 episodios                                                   |
| 2012      | Grey's Anatomy                          | Emily Kovach              | 2 episodios                                                   |
| 2012      | Scent of the Missing                    | Sedona                    | Piloto                                                        |
| 2013      | Hawaii Five-0                           | Maggie Hoapili            | Episodio: "Kekoa"                                             |
| 2013      | NTSF:SD:SUV::                           | Olivia Frampton           | Episodio: "Comic-Con Air"                                     |
| 2013–2014 | Arrow                                   | Isabel Rochev / Ravager   | 9 episodios                                                   |
| 2014      | Peter Panzerfaust                       | Wendy                     | Voz                                                           |
| 2014      | Sequestered                             | Anna Brandt               | 12 episodios                                                  |
| 2014      | Jeff 1000                               | Ella misma                | 3 episodios                                                   |
| 2015      | Con Man                                 | Maquilladora / Martina    | 2 episodios                                                   |
| 2016      | Castle                                  | Kendall Frost             | Episodio: "The G.D.S."                                        |
| 2019      | Wu Assassins                            | Miss Jones (The Water Wu) | 2 episodios                                                   |

### Online
| Año  | Títulos          | Rol                    | Notas    |
| ---- | ---------------- | ---------------------- | -------- |
| 2005 | R. Tam sessions  | River Tam              | 5 cortos |
| 2021 | Ctrl Alt Destroy | Narradora y personajes | Podcast  |